# 彭羚
彭羚（英語：Cass Phang Ling；1969年2月2日—），原名彭映盈（Cass Phang Ying Ying），出生於香港，香港女歌手，曾赴澳洲求學及於香港民生書院就讀（與張崇基為民生書院同班同學）。其丈夫林海峰曾經在馬來西亞雲頂宣傳時表示，彭羚出生於馬來西亞，後來移民到加拿大，但有時亦會回馬來西亞探望父母。
彭羚於1990年出道成為歌手，1994年以一曲《讓我跟你走》一炮而紅，更於1995年度以《如夢初醒》及《窗外》兩張專輯成功橫掃香港四台所有首席女歌手獎項，包括商業電台《叱咤樂壇流行榜頒獎典禮》「叱咤樂壇女歌手金獎」，無綫電視《十大勁歌金曲頒獎典禮》「最受歡迎女歌星」、新城電台《新城勁爆頒獎禮》「勁爆女歌手」、香港電台《十大中文金曲頒獎音樂會》「優秀流行歌手大獎」。
彭羚有“商台家嫂”的綽號，出處為早期的香港娛樂新聞以及軟硬天師的電台節目。1998年9月，彭羚與林海峰結婚，二人育有兩名女兒。2002年後退出樂壇，專心相夫教女。其父親曾在多倫多開設一家名為Sushi Queen的壽司店，是當地早期的壽司店。

## 音樂生涯

### 發展初期：1990-1992年
彭羚初期是和音歌手，曾為阮兆祥的《我心深處》唱和聲，出道後亦在林憶蓮1991年的演唱會擔任過和音歌手。
1990年，彭羚簽約樂意唱片，同年12月推出首張個人專輯《With Love》，收錄歌曲包括《Let's Stay Awhile》、《尋覓在兜轉的一生》等。不過要到1991年8月推出第二張專輯《Somewhere in Time》，主打歌曲《愛過痛過亦願等》得到熱播及成功入選1991年度叱吒樂壇流行榜頒獎典禮「叱吒專業推介二十大」時，她才嶄露頭角。
1992年4月，彭羚發表第三張專輯《彷彿是初戀》，主打歌曲《彷彿是初戀》、《三人世界》、《一世愛著你》、《有緣遇上》等都有不俗播放率。

### 漸露頭角：1993年
1993年5月，彭羚發表第四張專輯《See for Cass》，亦是彭羚約滿樂意唱片前最後一張專輯，主打歌曲《情難自制》奪得流行榜冠軍位置外，《奔向你》、《等你回來》亦得到好評，此時彭羚的歌唱實力已開始獲得口碑，專輯獲得白金唱片銷量。年中，彭羚轉投百代唱片。10月，彭羚與當時得令的天后歌手葉蒨文、王菲、林憶蓮、再加上四大天王，獲邀為商業電台灌錄重點活動歌曲《永不放棄》(彭羚被安排與林憶蓮對唱)，前景開始被看好。

### 事業巔峰：1994-1998年
1994年1月，先推出第五張專輯《有著你…多麼美》，裡面收錄的主打歌曲《戀火》及《如果得不到愛情》令一直以來都以抒情慢歌作主力、甚少唱跳舞曲風的彭羚教人耳目一新，獲得不俗反應，後者更成為她首支四台冠軍歌曲，專輯獲得白金唱片成績。
1994年7月，推出新歌加精選專輯《未完的小說》，這是她的首張新曲加精選專輯，在巫啟賢建議下用真聲演唱的高難度主打歌曲《讓我跟你走》而令她一炮而紅，技驚四座，實力廣受大眾認同；除此之外專輯還收錄了新作《未完的小說》（香港商業電台廣播劇戀愛二分一主題曲）、《不許眼兒再下雨》以及多首樂意唱片時期的精選歌曲。《未完的小說》專輯大受歡迎，首次在港大賣了四白金(二十萬張)的高銷售成績，成為她事業上的轉捩點。同年4月，推出首張國語專輯《我的眼我的淚》開拓台灣市場。12月，推出EP《再見亦是老婆》，收錄高收視無線電視劇集再見亦是老婆的主題曲《仍然是最愛你》，此曲流行一時及彭羚人氣持續攀升。這年，是彭羚在樂壇頒獎禮的首個豐收年，憑藉《讓我跟你走》的成功奪得多個年度樂壇大小獎項，更讓她首奪「叱吒樂壇女歌手銀獎」。
1995年2月，推出粵語專輯《如夢初醒》，反應甚好，因著《讓我跟你走》及《仍然是最愛你》的成功，此專輯的風格也作出改變，選曲大多來自台灣創作人，部分歌曲中彭羚也開始以較為字正腔圓的方式演唱，主打《如夢初醒》、《等得太久》均是相當流行的經典歌曲，同樣在港賣出了四白金的優秀成績；年中，推出第二張國語專輯《隨愛而飛》，主打歌《隨愛而飛》算是彭羚國語歌代表作之一。緊接派台的是電影《和平飯店》的粵語主題曲《完全因你》也受到熱播，開首幾句的清唱部分教人刮目相看，唱功備受肯定。11月，推出另一張粵語專輯《窗外》，專輯中的《小玩意》、《彷如隔世》、《完全因你》、《註定相愛》（與張信哲合唱）等更成為電台和卡拉OK的熱門歌曲；《窗外》專輯叫好叫座，再下一城在港賣出了四白金銷量，使彭羚的人氣到達顛峰，成為香港全年最高銷量女歌手。同年底，彭羚橫掃各大頒獎禮多個重要獎項，包括首奪無線電視《十大勁歌金曲頒獎典禮》的「最受歡迎女歌星」、 商業電台《叱吒樂壇流行榜頒獎典禮》的「女歌手金獎」、 香港電台《十大中文金曲頒獎典禮》的「優秀流行歌手大獎」和「最佳銷量女歌手」和新城電台《新城勁爆頒獎禮》的「勁爆女歌手」，是繼王菲後第二位成功達至年度大滿貫的女歌手；而憑《和平飯店》電影主題曲《完全因你》更獲得翌年第15屆香港電影金像獎最佳電影原創歌曲獎項，歌唱事業到達了顛峰。
1996年，推出國語專輯《囚鳥》，主打歌曲《囚鳥》為著名台灣音樂人張宇為她創作，在台灣有相當高的傳唱度，成為另一支彭羚的國語代表作品。6月，百代唱片為她推出了第二張新歌加精選輯《完全因你彭羚精選》，收錄了兩首新歌(無線電視電視劇聊齋的主題曲《隔世情》、廉政英雌的主題曲《出色女子》)，亦熱賣一時。7月，彭羚首次登上香港紅磡體育館舉行了首次個人演唱會「96彭羚完全因你演唱會」，座無虛席，受到大眾注目。8月，推出專輯《清水》，當中收錄了為紀念1996年八仙嶺山火事件而寫的《春風》和「96彭羚完全因你演唱會」主題曲《在晨曦中出發》等。12月再推出新專輯《抱著你的日子》。
1997年，推出國語專輯《眼睛濕濕的》，有《眼睛濕濕的》、《天生溫柔》等歌曲。8月推出粵語專輯《我有我天地》，主打歌《我有我天地》及《只因有著你》流行一時，專輯亦特別翻唱著名歌手林子祥的名作《追憶》。《我有我天地》在年底頒獎禮獲得多個金曲獎項，彭羚更再度奪得新城電台新城勁爆女歌手獎項，又與王菲、鄭秀文同時晉身十大勁歌金曲亞太區最受歡迎女歌星票選最後三強。
1998年推出粵語專輯《一千零一晚》後約滿百代唱片，這年彭羚忙於籌備與交往多年的著名藝人林海峰結婚，歌唱事業亦因此暫停了大半年。之後百代唱片再為她推出約滿前已錄好的國語專輯《絕色音展》和首張國語精選輯《從羚開始》，惟沒有太多宣傳。

### 轉型時期：1999-2002年
1999年，彭羚轉投新力唱片，推出專輯《一枝花》，一改以往慘情的歌路，演唱一些較為清新輕快或具實驗性質的歌曲，及再留長髮轉換形象；主打歌為《給我愛過的男孩們》和《一枝花》，後者為Sony MD電視廣告歌在電視日播夜播宣傳，流行一時，前者更奪得商業電台叱咤樂壇流行榜頒獎典禮「專業推介‧叱咤十大」的第六位。同年10月推出國語專輯《好好愛》，與王力宏合唱了一曲《讓我取暖》，並宣佈懷孕，隨後的工作亦因此暫停，及缺席該年底多個樂壇頒獎典禮。
2000年，長女出生。同年8月推出專輯《要多美麗有多美麗》，收錄主打歌《兒童樂園》、《無人駕駛》和跟黃耀明合唱的《漩渦》等。同月舉行一場慈善性質的《活力唱通天彭羚愛心音樂會》。《漩渦》一曲為她贏得TVB十大勁歌金曲頒獎典禮「最受歡迎合唱歌曲-銀獎」。
2001年，彭羚成為香港「瑪花纖體」代言人，先後拍攝兩輯廣告，由她主唱的首輯廣告歌《美人駕到》受到注目，於是乘勢推出續作《上帝是女人？》，分別收錄於國語專輯《給Lisa》及粵語專輯《我的..》，《我的..》同時收錄了由黎明主演電影《不死情謎》的主題曲《暗戀無罪》。
2002年1月於香港體育館舉行了兩場《Cass and the City》演唱會，並推出翻唱專輯《給我唱過的男孩們》，碟內的歌曲都是重唱一些港台男歌手的歌曲。同年9月推出新曲加精選專輯《Precious Moments》後約滿，此後暫停歌唱事業。

### 淡出樂壇：2002年至今
2004年，彭羚因再度懷孕，辭演了原定於香港藝術節Bobby McFerrin演唱會的演出，由盧巧音替上；同年誕下次女，之後甚少在電視螢幕前露面，林海峰的棟篤笑和其他演出裡偶爾可以見到她的身影。林曾在其棟篤笑《發花癲》中說彭羚專注於照顧女兒，更笑指她是他和女兒的「經理人」。
2012年2月9及14日，彭羚為好朋友黃偉文而破例出席公開活動，於他的紅館作品展《Concert YY 黃偉文作品展》擔任兩場表演嘉賓，掀起了全場的高潮：2月9日首場獻唱了《小玩意》，其後與容祖兒合唱《心淡》，跟黃耀明合唱《漩渦》；2月14日最後一場演唱會中，除了以上三曲外，還壓軸聯同其他嘉賓合唱《給我愛過的男孩們》。演出片段在Youtube熱播，表現備受好評，一時傳為佳話。
演唱會舉行期間，坊間一直流傳彭羚打算復出樂壇，但其後林海峰及她的前經理人Candy Leung都開腔否認此說。彭羚也沒有接受任何訪問。
2014年3月，彭羚出席機構「母親的抉擇」的活動，並擔任「星級大使」灌輸避免未婚懷孕的訊息。她表示在「母親的抉擇」當了一年半義工，幫助人的滿足感更超越在舞台上唱歌，又說無意復出，言談間透露丈夫說支持她任何的決定，並笑稱若把其退隱的原因怪咎於林海峰其實太不公平，因為這是她自己的選擇。

## 音樂作品
粵語專輯
- 《With Love》（1990年12月）
- 《Somewhere in Time》（1991年8月）
- 《彷彿是初戀》（1992年4月）
- 《See for Cass》（1993年5月6日）
- 《有著你…多麼美》（1994年1月6日）
- 《如夢初醒》（1995年1月19日）
- 《窗外》（1995年11月）
- 《清水》（1996年7月）
- 《抱著你的日子》（1996年12月）
- 《我有我天地》（1997年8月）
- 《一千零一晚》（1998年3月）
- 《一枝花》（1999年5月15日）
- 《要多美麗有多美麗》（2000年8月21日）
- 《我的..》（2001年10月22日）
- 《給我唱過的男孩們》（2002年1月18日）

國語專輯